# Ruta 2 del metro de Nova York
La Ruta 2 Seventh Avenue exprés és un servei de ferrocarril metropolità subterrani del Metro de Nova York, als Estats Units d'Amèrica. Els trens del servei 2 circulen entre l'estació de Wakefield-241st Street i Brooklyn College-Flatbush Avenue. El servei és de tipus exprés a la zona de Manhattan, excepte a altes hores de la nit que el servei és de tipus local, i a la zona de Bronx i Brooklyn són sempre de tipus local.
A diferència d'altres metros, cada servei no correspon a una única línia, sinó que un servei pot circular per diverses línies de ferrocarril. El servei 2 utilitza les següents línies:
| Ruta 2 del Metro de Nova York | Línia                        | <<                                       | >>                                       | Vies                    | Temps                        |
| ----------------------------- | ---------------------------- | ---------------------------------------- | ---------------------------------------- | ----------------------- | ---------------------------- |
| Ruta 2 del Metro de Nova York | White Plains Road Line       | tota la línia                            | tota la línia                            | local                   | tot el temps                 |
| Ruta 2 del Metro de Nova York | Lenox Avenue Line            | sud de 135th Street                      | sud de 135th Street                      | N/A                     | tot el temps                 |
| Ruta 2 del Metro de Nova York | Broadway-Seventh Avenue Line | 96th Street                              | Chambers Street                          | exprés (local a la nit) | tot el temps                 |
| Ruta 2 del Metro de Nova York | Broadway-Seventh Avenue Line | Brooklyn Branch, via Clark Street Tunnel | Brooklyn Branch, via Clark Street Tunnel | N/A                     | tot el temps                 |
| Ruta 2 del Metro de Nova York | Eastern Parkway Line         | nord de Franklin Avenue                  | nord de Franklin Avenue                  | local                   | tot el temps                 |
| Ruta 2 del Metro de Nova York | Nostrand Avenue Line         | tota la línia                            | tota la línia                            | N/A                     | tot el temps                 |
| Ruta 2 del Metro de Nova York | Eastern Parkway Line         | sud de Franklin Avenue                   | sud de Franklin Avenue                   | local                   | alguns viatges en hora punta |
| Ruta 2 del Metro de Nova York | New Lots Line                | tota la línia                            | tota la línia                            | N/A                     | alguns viatges en hora punta |